# Tajemnica aptekarska
Tajemnica aptekarska – termin prawniczy wprowadzony ustawą z dnia 19 kwietnia 1991 r. o izbach aptekarskich.
- art. 21 pkt 2 – osoby wykonujące zawód aptekarza obowiązane są zachować w tajemnicy wiadomości dotyczące zdrowia pacjenta, uzyskane w związku z wykonywaniem zawodu.